# Rudice, Blansko
Rudice là một làng thuộc huyện Blansko, vùng Jihomoravský, Cộng hòa Séc.